# 天主教康布雷总教区

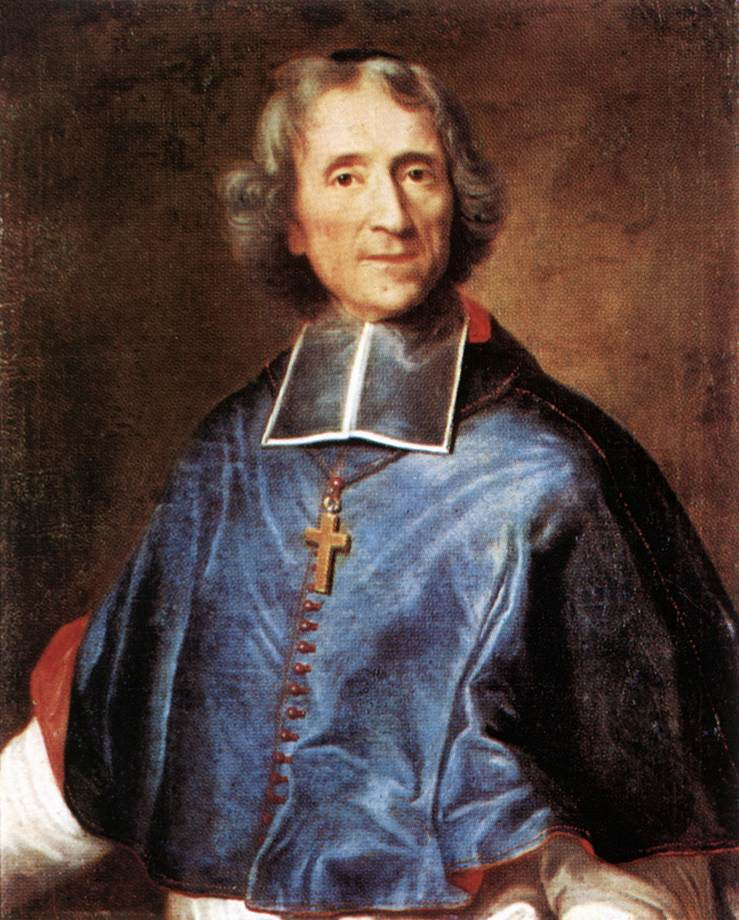
François Fénelon主教，1695到1715年

天主教康布雷总教区（拉丁文：Archdiocesis Cameracensis）是罗马天主教在法国北部设立的一个总教区，范围相当于北部省的Avesnes-sur-Helpe、康布雷、杜埃、瓦伦谢讷专区。
康布雷教区成立于第6世纪，管辖范围包括今比利时。1559年西班牙国王分出梅赫伦总教区和另外11个教区以抵抗宗教改革，康布雷教省的范围大为缩减，附属教区还有Saint Omer教区、图尔奈教区和那慕尔教区。1802年，康布雷失去所有附属教区，自身也附属于巴黎总教区。1817年，教宗和法国国王希望成立里尔教区，遭到康布雷主教Louis de Belmas的激烈反对。1841年，康布雷恢复总教区，附属教区为阿拉斯教区。
现任总主教为2000年就任的 François Charles Garnier。2002年，康布雷失去教省地位，转而附属于天主教里尔总教区。 